# Dème d'Enippéas
Le dème d’Enippéas, en grec moderne : Δήμος Ενιππέα / Dímos Enippéa, est un ancien dème du district régional de Lárissa, en Thessalie, Grèce. Depuis 2010, il est fusionné au sein du dème de Pharsale. 
Selon le recensement de 2011, la population du dème s'élève à 3 213 habitants.